# La Tiricia, Zacatecas
La Tiricia är en ort i Mexiko.   Den ligger i kommunen Apozol och delstaten Zacatecas, i den centrala delen av landet, 500 km nordväst om huvudstaden Mexico City. La Tiricia ligger 1 276 meter över havet och antalet invånare är 256.
Terrängen runt La Tiricia är varierad. La Tiricia ligger nere i en dal som går i nord-sydlig riktning. Runt La Tiricia är det ganska glesbefolkat, med 28 invånare per kvadratkilometer. Närmaste större samhälle är Apozol, 3,6 km norr om La Tiricia. I omgivningarna runt La Tiricia växer huvudsakligen savannskog.